# Jesse Renick
John Bonnar Renick, detto Jesse (Hickory, 29 settembre 1917 – Ada, 25 novembre 1999), è stato un cestista e allenatore di pallacanestro statunitense, attivo nella NCAA e nella AAU e campione olimpico nel 1948.

## Palmarès

### Giocatore
- 2 volte campione AAU (1947, 1948)

### Allenatore
- Campione AAU (1950)
- 4 volte campione NIBL (1949, 1950, 1951, 1952)